# Mahshahr
Mahshahr este un oraș din Iran.